# Apple Filing Protocol
O Apple Filling Protocol é um protocolo de arquivamento da Apple, anteriormente protocolo de arquivamento do Appletalk. É o protocolo para se comunicar com os usuários do arquivo de AppleShare. Construído no alto do ASP, forneceu serviços para os usuários autenticados (aos métodos diferentes de autenticação, incluindo a troca de números aleatórios em dois sentidos) e executando as operações específicas ao sistema de ficheiros do Macintosh HFS.